# Joseph-Désiré Job
Joseph-Désiré Job (Vénissieux, 1 december 1977) is een voormalig voetballer van onder anderen Lierse SK en de Ontembare Leeuwen, het Kameroens voetbalelftal.

## Clubcarrière
Job begon zijn carrière bij Olympique Lyonnais, alwaar hij in het seizoen 1997/98 tweeëntwintig keer speelde. Na twee seizoenen voor Olympique Lyonnais speelde Job een jaar voor RC Lens alvorens hij naar het Engelse Middlesbrough vertrok. Sinds 2000 stond Job bij Middlesbrough onder contract, tussendoor werd hij in 2001 een halfjaar aan FC Metz verhuurd.
In 2005 werd Job opnieuw verhuurd, ditmaal aan Al-Ittihad uit Saoedi-Arabië. Na een Turks avontuur bij Diyarbakirspor tekende Job in maart 2010 een contract bij de Belgische tweedeklasser Lierse SK. Na de promotie van Lierse naar de Jupiler Pro League in 2010, verlengde hij zijn contract tot 2012. In 2011 stopte hij echter met voetballen.

## Interlandcarrière
Alhoewel Job al vroeg in zijn carrière beschouwd werd als een toekomstig Frans international, aanvaardde hij toch een oproep van Kameroen. Hij maakte zijn debuut op 15 november 1997 in een met 2–0 verloren interland op Wembley tegen Engeland.
Job nam deel aan de eindronde van het WK voetbal 1998 en het WK voetbal 2002. Hij nam ook deel aan de FIFA Confederations Cup in 2001 en 2003. Nadien werd hij een tijdlang niet opgeroepen tot aan de kwalificatiecampagne en de eindronde van African Cup of Nations 2008.
| Interlands van Joseph-Désiré Job voor Kameroen | Interlands van Joseph-Désiré Job voor Kameroen | Interlands van Joseph-Désiré Job voor Kameroen | Interlands van Joseph-Désiré Job voor Kameroen | Interlands van Joseph-Désiré Job voor Kameroen | Interlands van Joseph-Désiré Job voor Kameroen |
| №                                              | Datum                                          | Wedstrijd                                      | Uitslag                                        | Competitie                                     | Goals                                          |
| ---------------------------------------------- | ---------------------------------------------- | ---------------------------------------------- | ---------------------------------------------- | ---------------------------------------------- | ---------------------------------------------- |
| 1                                              | 15.11.1997                                     | Engeland – Kameroen                            | 2 – 0                                          | Oefeninterland                                 |                                                |
| 2                                              | 22.12.1997                                     | Egypte – Kameroen                              | 2 – 0                                          | Oefeninterland                                 |                                                |
| 3                                              | 24.12.1997                                     | Kameroen – Togo                                | 3 – 1                                          | Oefeninterland                                 |                                                |
| 4                                              | 28.01.1998                                     | Kameroen – Angola                              | 1 – 0                                          | Oefeninterland                                 |                                                |
| 5                                              | 01.02.1998                                     | Ivoorkust – Kameroen                           | 1 – 0                                          | Oefeninterland                                 |                                                |
| 6                                              | 07.02.1998                                     | Burkina Faso – Kameroen                        | 0 – 1                                          | Africa Cup                                     |                                                |
| 7                                              | 11.02.1998                                     | Kameroen – Guinee                              | 2 – 2                                          | Africa Cup                                     |                                                |
| 8                                              | 15.02.1998                                     | Kameroen – Algerije                            | 2 – 1                                          | Africa Cup                                     |                                                |
| 9                                              | 20.02.1998                                     | Kameroen – Congo-Kinshasa                      | 1 – 0                                          | Africa Cup                                     |                                                |
| 10                                             | 27.05.1998                                     | Nederland – Kameroen                           | 0 – 0                                          | Oefeninterland                                 |                                                |
| 11                                             | 31.05.1998                                     | Luxemburg – Kameroen                           | 0 – 2                                          | Oefeninterland                                 |                                                |
| 12                                             | 05.06.1998                                     | Denemarken – Kameroen                          | 1 – 2                                          | Oefeninterland                                 |                                                |
| 13                                             | 11.06.1998                                     | Oostenrijk – Kameroen                          | 1 – 1                                          | WK-eindronde                                   |                                                |
| 14                                             | 17.06.1998                                     | Italië – Kameroen                              | 3 – 0                                          | WK-eindronde                                   |                                                |
| 15                                             | 23.06.1998                                     | Chili – Kameroen                               | 1 – 1                                          | WK-eindronde                                   |                                                |
| 16                                             | 04.10.1998                                     | Kameroen – Ghana                               | 1 – 3                                          | Africa Cup                                     |                                                |
| 17                                             | 23.01.1999                                     | Eritrea – Kameroen                             | 0 – 0                                          | Africa Cup                                     |                                                |
| 18                                             | 11.04.1999                                     | Mozambique – Kameroen                          | 1 – 6                                          | Africa Cup                                     |                                                |
| 19                                             | 05.06.1999                                     | Kameroen – Eritrea                             | 1 – 0                                          | Africa Cup                                     |                                                |
| 20                                             | 22.01.2000                                     | Ghana – Kameroen                               | 1 – 1                                          | Africa Cup                                     |                                                |
| 21                                             | 31.01.2000                                     | Kameroen – Togo                                | 0 – 1                                          | Africa Cup                                     |                                                |
| 22                                             | 06.02.2000                                     | Kameroen – Algerije                            | 2 – 1                                          | Africa Cup                                     |                                                |
| 23                                             | 13.02.2000                                     | Nigeria – Kameroen                             | 2 – 2                                          | Africa Cup                                     |                                                |
| 24                                             | 18.06.2000                                     | Libië – Kameroen                               | 0 – 3                                          | WK-kwalificatie                                |                                                |
| 25                                             | 04.10.2000                                     | Frankrijk – Kameroen                           | 1 – 1                                          | Oefeninterland                                 |                                                |
| 26                                             | 25.01.2001                                     | Benin – Kameroen                               | 1 – 3                                          | Oefeninterland                                 |                                                |
| 27                                             | 25.02.2001                                     | Kameroen – Zambia                              | 1 – 0                                          | WK-kwalificatie                                |                                                |
| 28                                             | 06.05.2001                                     | Angola – Kameroen                              | 2 – 0                                          | WK-kwalificatie                                |                                                |
| 29                                             | 25.05.2001                                     | Zuid-Korea – Kameroen                          | 0 – 0                                          | Oefeninterland                                 |                                                |
| 30                                             | 31.05.2001                                     | Brazilië – Kameroen                            | 2 – 0                                          | FIFA Confederations Cup                        |                                                |
| 31                                             | 02.06.2001                                     | Japan – Kameroen                               | 2 – 0                                          | FIFA Confederations Cup                        |                                                |
| 32                                             | 17.04.2002                                     | Oostenrijk – Kameroen                          | 0 – 0                                          | Oefeninterland                                 |                                                |
| 33                                             | 17.05.2002                                     | Denemarken – Kameroen                          | 2 – 1                                          | Oefeninterland                                 |                                                |
| 34                                             | 11.06.2002                                     | Kameroen – Duitsland                           | 0 – 2                                          | WK-eindronde                                   |                                                |
| 35                                             | 11.02.2003                                     | Kameroen – Ivoorkust                           | 0 – 3                                          | Oefeninterland                                 |                                                |
| 36                                             | 27.03.2003                                     | Kameroen – Madagaskar                          | 2 – 0                                          | Oefeninterland                                 |                                                |
| 37                                             | 30.03.2003                                     | Tunesië – Kameroen                             | 1 – 0                                          | Oefeninterland                                 |                                                |
| 38                                             | 19.06.2003                                     | Brazilië – Kameroen                            | 0 – 1                                          | FIFA Confederations Cup                        |                                                |
| 39                                             | 21.06.2003                                     | Kameroen – Turkije                             | 1 – 0                                          | FIFA Confederations Cup                        |                                                |
| 40                                             | 23.06.2003                                     | Verenigde Staten – Kameroen                    | 0 – 0                                          | FIFA Confederations Cup                        |                                                |
| 41                                             | 05.09.2004                                     | Egypte – Kameroen                              | 3 – 2                                          | WK-kwalificatie                                |                                                |
| 42                                             | 08.10.2004                                     | Soedan – Kameroen                              | 1 – 1                                          | WK-kwalificatie                                |                                                |
| 43                                             | 17.11.2004                                     | Duitsland – Kameroen                           | 3 – 0                                          | Oefeninterland                                 |                                                |
| 44                                             | 09.02.2005                                     | Kameroen – Senegal                             | 1 – 0                                          | Oefeninterland                                 |                                                |
| 45                                             | 27.03.2005                                     | Kameroen – Soedan                              | 2 – 1                                          | WK-kwalificatie                                |                                                |
| 46                                             | 22.08.2007                                     | Japan – Kameroen                               | 2 – 0                                          | Oefeninterland                                 |                                                |
| 47                                             | 22.01.2008                                     | Kameroen – Zambia                              | 5 – 1                                          | Africa Cup                                     |                                                |
| 48                                             | 30.01.2008                                     | Kameroen – Soedan                              | 3 – 0                                          | Africa Cup                                     |                                                |
| 49                                             | 07.02.2008                                     | Ghana – Kameroen                               | 0 – 1                                          | Africa Cup                                     |                                                |

## Clubstatistieken
| seizoen | club                           | land          | competitie         | duels | goals |
| ------- | ------------------------------ | ------------- | ------------------ | ----- | ----- |
| 1996/99 | FC Lyon                        | Frankrijk     | Ligue 1            | 41    | 11    |
| 1999/00 | RC Lens                        | Frankrijk     | Ligue 1            | 24    | 4     |
| 2000/01 | Middlesbrough                  | Engeland      | Premier League     | 13    | 3     |
| 2001/02 | Middlesbrough                  | Engeland      | Premier League     | 4     | 0     |
| 2002    | FC Metz (uitgeleend)           | Frankrijk     | Ligue 1            | 13    | 2     |
| 2002/03 | Middlesbrough                  | Engeland      | Premier League     | 28    | 4     |
| 2003/04 | Middlesbrough                  | Engeland      | Premier League     | 24    | 6     |
| 2004/05 | Middlesbrough                  | Engeland      | Premier League     | 23    | 4     |
| 2005/06 | Middlesbrough                  | Engeland      | Premier League     | 1     | 0     |
| 2005/06 | Al-Ittihad Djedda (uitgeleend) | Saoedi-Arabië | Premier League     | 28    | 9     |
| 2006/07 | CS Sedan                       | Frankrijk     | Ligue 1            | 25    | 9     |
| 2007/08 | OGC Nice                       | Frankrijk     | Ligue 1            | 12    | 3     |
| 2008/09 | Alkharitiyat Sports Club       | Qatar         | Premier League     | 23    | 10    |
| 2009    | Diyarbakırspor                 | Turkije       | Süper Lig          | 7     | 0     |
| 2010    | K Lierse SK                    | België        | Exqi League        | 5     | 3     |
| 2010/11 | K Lierse SK                    | België        | Jupiler Pro League | 5     | 0     |
|         |                                |               | Totaal             | 276   | 68    |

Laatst bijgewerkt 01-09-10

## Erelijst
Middlesbrough
- Football League Cup: 2003/04

 Al-Ittihad
- AFC Champions League: 2005

 Kameroen
- CAF Africa Cup of Nations: 2000